# Nelson County (Kentucky)
Nelson County is een county in de Amerikaanse staat Kentucky.
De county heeft een landoppervlakte van 1.095 km² en telt 46.738 inwoners (volkstelling 2020). De hoofdplaats is Bardstown.

## Bevolkingsontwikkeling

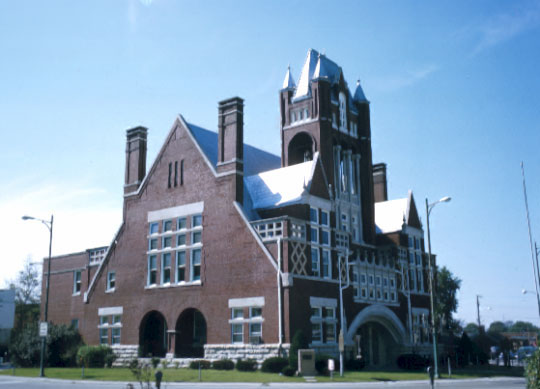
Nelson County Courthouse